# Hemigraphis betonicifolia
Hemigraphis betonicifolia är en akantusväxtart som beskrevs av Cornelis Eliza Bertus Bremekamp. Hemigraphis betonicifolia ingår i släktet Hemigraphis och familjen akantusväxter. Inga underarter finns listade i Catalogue of Life.